# George Whitfield Andrews
George Whitfield Andrews (* 19. Januar 1861 in Wayne/Ohio; † 18. August 1932 in Honolulu/Hawaii)
war ein US-amerikanischer Komponist, Organist und Musikpädagoge.
Andrews kam im Alter von sechs Jahren mit seinen Eltern nach Oberlin und besuchte von 1869 bis 1879 das Oberlin Conservatory, wo Fenelon Bird Rice zu seinen Lehrern zählte. Auf Reisen nach Leipzig, München und Paris (1884–1886 und 1989–1999) setzte er seine Ausbildung fort und nahm u. a. Unterricht bei Joseph Rheinberger und Alexandre Guilmant.
1882 begann er als Orgellehrer am Oberlin Conservatory zu unterrichten, ab 1886 unterrichtete er außerdem Komposition. Von 1892 bis 1931 war er Professor für Orgel und Komposition. Er war als hervorragender Konzertorganist bekannt und gehörte zu den Gründungsmitgliedern der American Guild of Organists.
Neben seiner Tätigkeit als Organist an der Second Church in Obelin war er 20 Jahre lang Leiter des Conservatory Orchestra und
40 Jahre Leiter der Musical Union, mit der er u. a. Werke von César Franck und Edward Elgar aufführte. Das Oberlin College
ehrte ihn mit der Verleihung des Mastergrades (1900) und eines Ehrendoktortitels (1903).

## Werke
- Fugue in A minor, 1899
- Academic Processional, 1900
- At Home With the Lord, 1901
- March in C minor, 1910
- Poco agitato, 1911
- Con grazia in Fis minor, 1919
- Two Serenades, 1919
- From the Mountainside, 1922
- In Wintertime, 1922
- Sunset Shadows, 1922
- A song of Devotion für Orgel, Violine und Cello, 1923
- Processional March in B flat, 1925
- Intermezzo, 1927